# Кавкаски народи
Кавкаски народи су староседелачки народи Кавказа. Кавказ насељава више од 50 етничких група. Од којих већина говори неким од кавкаских језика.
Језици ових народа се понекад класификују у кавкаску језичку породицу, док су, према другим мишљењима, овде у питању две посебне језичке породице (јужнокавкаска и севернокавкаска) или чак три (јужнокавкаска, северозападнокавкаска и североисточнокавкаска). 

## Јужнокавкаски народи
- Грузини (4.600.000)
  - Аџарци
  - Мегрели
  - Свани
- Лази (42.000)

## Северозападнокавкаски народи
- Черкези
  - Черкези или Бесленејевци (80.000)
  - Кабардинци (368.000)
  - Адигејци (123.000)
- Абхази (109.000)
- Абазини (41.000)

## Североисточнокавкаски народи
- Нахски народи
  - Чечени (832.000)
  - Ингуши (192.000)
- Авари (536.000)
- Даргинци (288.000)
- Лакци (97.000)
- Лезгински народи
  - Лезгини (432.000)
  - Табасарани (83.000)
  - Цахури (16.000)
  - Рутулци (16.000)
  - Агули (12.000)
  - Удини (7.400)
  - Арчинци (1.200)